# 默內丘鄉

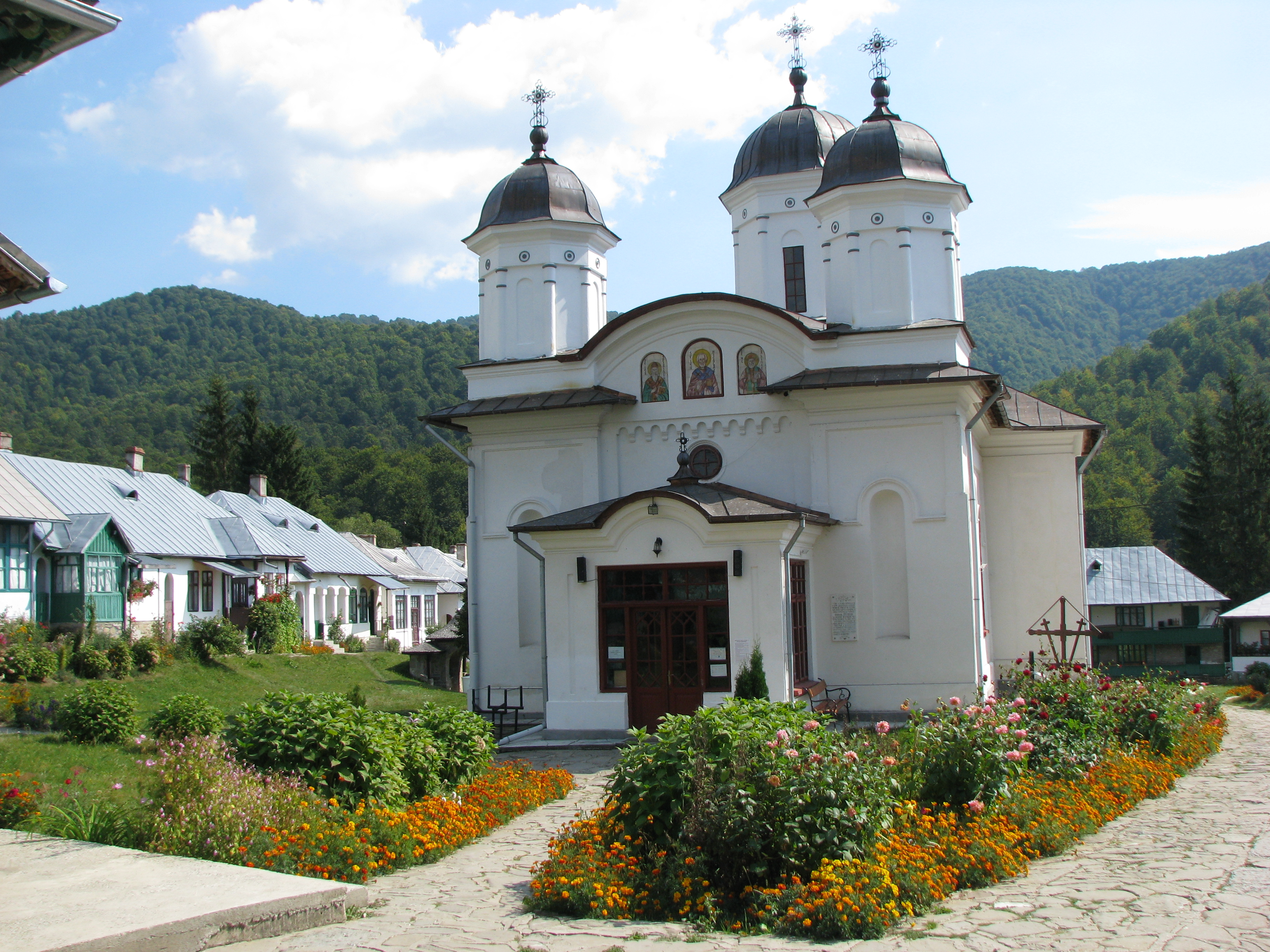

45°19′N 25°59′E / 45.317°N 25.983°E
默內丘鄉（羅馬尼亞語：Comuna Măneciu, Prahova），是羅馬尼亞的鄉份，位於該國中南部，由普拉霍瓦縣負責管轄，面積236平方公里，海拔高度585米，2007年人口11,158，人口密度每平方公里47人。